# Cowgill
Cowgill és una població dels Estats Units a l'estat de Missouri. Segons el cens del 2000 tenia 247 habitants.

## Demografia
Segons el cens del 2000, Cowgill tenia 247 habitants, 96 habitatges, i 64 famílies. La densitat de població era de 414,6 habitants per km².
Dels 96 habitatges en un 31,3% hi vivien nens de menys de 18 anys, en un 58,3% hi vivien parelles casades, en un 8,3% dones solteres, i en un 32,3% no eren unitats familiars. En el 30,2% dels habitatges hi vivien persones soles el 15,6% de les quals corresponia a persones de 65 anys o més que vivien soles. El nombre mitjà de persones vivint en cada habitatge era de 2,57 i el nombre mitjà de persones que vivien en cada família era de 3,26.
Per edats la població es repartia de la següent manera: un 30% tenia menys de 18 anys, un 5,3% entre 18 i 24, un 26,7% entre 25 i 44, un 22,3% de 45 a 60 i un 15,8% 65 anys o més.
L'edat mediana era de 34 anys. Per cada 100 dones de 18 o més anys hi havia 96,6 homes.
La renda mediana per habitatge era de 21.563 $ i la renda mediana per família de 24.444 $. Els homes tenien una renda mediana de 28.125 $ mentre que les dones 28.125 $. La renda per capita de la població era d'11.356 $. Entorn del 21,2% de les famílies i el 21,9% de la població estaven per davall del llindar de pobresa.

## Poblacions més properes
El següent diagrama mostra les poblacions més properes.